# Voorbij de grens
Voorbij de grens is een Vlaamse documentaire- en realityreeks uit 2008 dat werd uitgezonden op één. In het programma trokken fotografe Lieve Blancquaert en tien mensen met een lichamelijke handicap voor achttien dagen door Nicaragua. Na de reis kwam er een gelijknamig boek uit met een reisverslag aan de hand van verhalen en foto's.
Omdat een klassieke ondertiteling via de teletekstpagina 888 niet wordt opgenomen werd het programma de volgende dag herhaald met ondertitels. Op die manier kwam de VRT doven en slechthorende tegemoet zodat ook zij het programma konden opnemen en herbekijken.
Het programma is gebaseerd op de BBC-reeks Beyond Boundaries.